# Геращенко Віра Данилівна
Віра Данилівна Геращенко (нар. 29 березня 1928 — ?) — українська радянська діячка, новатор сільськогосподарського виробництва, зоотехнік колгоспу «Вперед» Богодухівського району Харківської області. Депутат Верховної Ради УРСР 7—8-го скликань.

## Біографія
Народилася у селянській родині.
Закінчила Харківський зоотехнічний інститут. Працювала зоотехніком Богодухівського районного сільськогосподарського відділу Харківської області.
З 1960-х років — зоотехнік, головний зоотехнік колгоспу «Вперед» села Сінне Богодухівського району Харківської області.
Потім — на пенсії у селі Сінне Богодухівського району Харківської області.

## Нагороди
- ордени
- медалі